# Obciążenie następcze
Obciążenie następcze, zwane również oporem naczyniowym lub obwodowym (ang. afterload) – siły działające przeciwko sile skurczu lewej komory serca, które w ten sposób ograniczają ilość wyrzucanej krwi do krążenia systemowego. Inaczej jest to wielkość siły, z jaką krew rozciąga ściany komory w momencie otwarcia zastawek półksiężycowatych serca. Obciążenie następcze jest determinowane przez dwa czynniki: ciśnienie tętnicze krwi oraz sztywność ścian (podatność) tętnic. Często obciążenie następcze jest utożsamiane z obwodowym oporem naczyniowym. Przeciwieństwem jest obciążenie wstępne.
Nie można bezpośrednio zmierzyć napięcia ścian komór serca, a tym samym obciążenia następczego. Można je wiarygodnie wyznaczyć na podstawie impedancji aorty (ciśnienie w aorcie podzielone przez przepływ krwi w danym momencie). Impedancję można jednak zmierzyć tylko inwazyjnie, w przybliżeniu również za pomocą echokardiografii przezprzełykowej. Klinicznie obciążenie następcze można również oszacować za pomocą ciśnienia tętniczego krwi, o ile nie występuje np. istotne zwężenie aorty lub zmiany sztywności naczyń.
Na obciążenie następcze można wpływać farmakologicznie i można je zmniejszyć, na przykład przez zastosowanie leków rozszerzających naczynia tętnicze (np. antagonistów wapnia typu dihydropirydyny) lub beta-blokerów. Inhibitory ACE, diuretyki i nitrogliceryna zmniejszają obciążenie wstępne, a także następcze. Obciążenie następcze jest proporcjonalne do systemowego ciśnienia krwi i jest odwrotnie proporcjonalne do objętości wyrzutowej